# Falu végén van egy ház
A Falu végén van egy ház kezdetű magyar népdalt Bartók Béla gyűjtötte a Pest vármegyei Újszászon 1918-ban. A dal valószínűleg szlovák eredetű.
Feldolgozás:
| Szerző       | Mire        | Mű         | Előadás |
| ------------ | ----------- | ---------- | ------- |
| Bárdos Lajos | egynemű kar | Falu végén | [ 1 ]   |

## Kotta és dallam
| Falu végén van egy ház, falu végén,   | novohidrum fidrum, gálica szixum | van egy ház.    |
| Abban lakik egy asszony, abban lakik  | novohidrum fidrum, gálica szixum | egy asszony.    |
| Van annak egy szép lánya, van annak   | novohidrum fidrum, gálica szixum | egy szép lánya. |
| Julcsa annak a neve, Julcsa annak     | novohidrum fidrum, gálica szixum | a neve.         |
| Sütött Julcsa pogácsát, sütött Julcsa | novohidrum fidrum, gálica szixum | pogácsát.       |
| A Pista azt megette, a Pista azt      | novohidrum fidrum, gálica szixum | megette.        |
| A hideg is kilelte, a hideg is        | novohidrum fidrum, gálica szixum | kilelte.        |

A latin szövegnek hangzó belső refrén értelmetlen halandzsa.

## Latin változat
A dalnak létezik egy, a magyarországi latint tanuló, illetve klasszikus-filológus egyetemi közösségekben elterjedt vicces latin fordítása – a lány nevének és a „pogácsa” szónak némileg makaronikus használatával és egy többletsorral a szöveg végén.
A (hazai) latin nyelvű kultúra XXI. század eleji rohamos visszaszorulására jellemző, hogy ennek szövegére e sorok írásakor az interneten egyetlen találat sincs (az első sorát egy 2002-ben született fórumbejegyzés említi).
| Fine ruris est domus. Fine ruris,        | novomhidrom fidrom, gaelica syxom, | est domus. |
| Habitat in illa femina. Habitat in illa, | novomhidrom fidrom, gaelica syxom, | femina.    |
| Habet ea filiam. Habet ea,               | novomhidrom fidrom, gaelica syxom, | filiam.    |
| Eius nomen Juliska. Eius nomen,          | novomhidrom fidrom, gaelica syxom, | Juliska.   |
| Julcsa fecit pogácsam. Julcsa fecit,     | novomhidrom fidrom, gaelica syxom, | pogácsam.  |
| Stephan eam comedit. Stephan eam,        | novomhidrom fidrom, gaelica syxom, | comedit.   |
| Frigor eum expressit. Frigor eum,        | novomhidrom fidrom, gaelica syxom, | expressit. |
| Requiescat in pace! Requiescat,          | novomhidrom fidrom, gaelica syxom, | in pace!   |

A belső refrén természetesen itt is halandzsa.

## Felvételek
- Évzáró. Egyházzenei kiskórus  YouTube. Madách Színház (2015. június 12.)  (Hozzáférés: 2016. május 31.) (videó) 0:35–1:48.